# الدوري التونسي لكرة اليد للسيدات
الدوري التونسي لكرة اليد للسيدات أو بطولة تونس لكرة اليد للسيدات (بالفرنسية: Championnat de Tunisie féminin de handball) هي بطولة المستوى الأول لكرة اليد في تونس، تأسست في 1962 وتشرف على تنظيمها الجامعة التونسية لكرة اليد.

بدأت رياضة كرة اليد في تونس منذ 1951، وإنتشرت منذها شيئا فشيئا. النادي الأكثر تتويجا هو النادي الإفريقي ب29 لقبا، يليه الجمعية الرياضية النسائية بالساحل ب13 لقبا.

## الفائزين
| - 1962–63: النادي الإفريقي - 1963–64: نادي الغاز الرياضي - 1964–65: نادي سكك الحديد التونسي - 1965–66: الزيتونة الرياضية - 1966–67: النادي الإفريقي - 1967–68: النادي الإفريقي - 1968–69: النادي الإفريقي - 1969–70: الزيتونة الرياضية - 1970–71: الزيتونة الرياضية - 1971–72: النادي الإفريقي - 1972–73: النادي الإفريقي - 1973–74: النادي الإفريقي - 1974–75: النادي الإفريقي - 1975–76: النادي الإفريقي - 1976–77: النادي الإفريقي - 1977–78: النادي الإفريقي - 1978–79: النادي الإفريقي - 1979–80: النادي الإفريقي - 1980–81: النادي الإفريقي - 1981–82: النادي الإفريقي - 1982–83: النادي الإفريقي - 1983–84: النادي الإفريقي - 1984–85: النادي الإفريقي - 1985–86: النادي الإفريقي - 1986–87: النادي الإفريقي - 1987–88: النادي الإفريقي - 1988–89: الجمعية الرياضية النسائية بالساحل - 1989–90: الجمعية الرياضية النسائية بالساحل - 1990–91: الجمعية الرياضية النسائية بالساحل - 1991–92: الجمعية الرياضية النسائية بالساحل - 1992–93: النادي الأفريقي - 1993–94: النادي الإفريقي | - 1994–95: الجمعية الرياضية النسائية بالساحل - 1995–96: الجمعية الرياضية النسائية بالساحل - 1996–97: الجمعية الرياضية النسائية بالساحل - 1997–98: الجمعية الرياضية النسائية بأريانة - 1998–99: الجمعية الرياضية النسائية بالساحل - 1999–00: الجمعية الرياضية النسائية بالساحل - 2000–01: الجمعية الرياضية النسائية بالساحل - 2001–02: الجمعية الرياضية النسائية بأريانة - 2002–03: الجمعية الرياضية النسائية بأريانة - 2003–04: الجمعية الرياضية النسائية بالساحل - 2004–05: الجمعية الرياضية النسائية بالساحل - 2005–06: الجمعية الرياضية النسائية بأريانة - 2006–07: الجمعية الرياضية النسائية بصفاقس - 2007–08: الجمعية الرياضية النسائية بأريانة - 2008–09: الجمعية الرياضية النسائية بصفاقس - 2009–10: الأمل الرياضي برجيش - 2010–11: الأمل الرياضي برجيش - 2011–12: الجمعية الرياضية النسائية بالساحل - 2012–13: الجمعية الرياضية النسائية بأريانة - 2013–14: الجمعية الرياضية النسائية بأريانة - 2014–15: الجمعية الرياضية النسائية بطبلبة - 2015–16: النادي الإفريقي - 2016–17: النادي الإفريقي - 2017–18: الجمعية الرياضية النسائية بصفاقس - 2018–19: النادي الإفريقي - 2019–20: النادي الإفريقي - 2020–21: النادي الإفريقي - 2021–22: الجمعية الرياضية النسائية بطبلبة - 2022–23: نادي الرياضة النسائية بالمكنين - 2023–24: النادي الإفريقي |

## عدد التتويجات لكل فريق
| الألقاب                           | الفريق |
| --------------------------------- | ------ |
| النادي الإفريقي                   | 29     |
| الجمعية الرياضية النسائية بالساحل | 13     |
| الجمعية الرياضية النسائية بأريانة | 7      |
| الزيتونة الرياضية                 | 3      |
| الجمعية الرياضية النسائية بصفاقس  | 3      |
| الأمل الرياضي برجيش               | 2      |
| الجمعية الرياضية النسائية بطبلبة  | 2      |
| نادي الرياضة النسائية بالمكنين    | 1      |
| نادي الغاز الرياضي                | 1      |
| نادي سكك الحديد التونسي           | 1      |

## مقالات ذات صلة
- الدوري التونسي لكرة اليد للرجال
- كأس تونس لكرة اليد للسيدات
- الجامعة التونسية لكرة اليد

## روابط خارجية
- الموقع الرسمي.